# 吳雲芳 (政治人物)
吳雲芳（1896年—1978年3月9日），字硯青，浙江崇德人，生於陝西南鄭，中国政治人物，民國37年（1948年）在陝西省婦女選區當選第一屆立法委員

## 生平[1]
- 1911年，入陝西女子師範學堂
- 國立北京女子高等師範學校機織系
- 1924年，任西安女子師範學校教員兼小學部主任、職業部主任
- 1928年，組成陝西女子職業教育促進會，創辦了平民女子職業學校（後改名為培華女子職業學校）任校長
- 1929年，任西安女師校長
- 1931年，辭去西安女師校長職務，專心經營培華職校
- 抗日戰爭爆發後，派培華畢業生郭俊英等前往興平、咸陽、禮泉等縣組建織布生產合作社，教婦女學習腳踏織布機操作技術以支援抗戰
- 1938年，培華職校遷往陝南，與師生一起徒步跋涉到達西鄉，使學校在戰亂中堅持開辦
- 1946年9月，當選陝西省參議會參議員
- 民國37年，當選立法委員，曾出席第一屆立法院第一會期內政及地方自治委員會、教育文化委員會、糧政委員會
- 1949年5月，參加西北人民革命大學學習，結業後任西安解放門業餘文化學校校長
- 1950年，出席陝西省婦女第一次代表大會
- 1954年，加入中國國民黨革命委員會
- 1955年5月，選為民革陝西省委員。
- 1957年9月，赴京出席中國婦女第三次全國代表大會
- 第一至四屆西安市政協委員，第四屆陝西省政協委員
- 1978年3月，在西安病逝